# Poysbrunn
Poysbrunn ist ein Ort im nördlichen Weinviertel und eine von 10 Katastralgemeinden der Stadt Poysdorf.  Die Ortschaft hat 365 Einwohner (Stand 1. Jänner 2024).

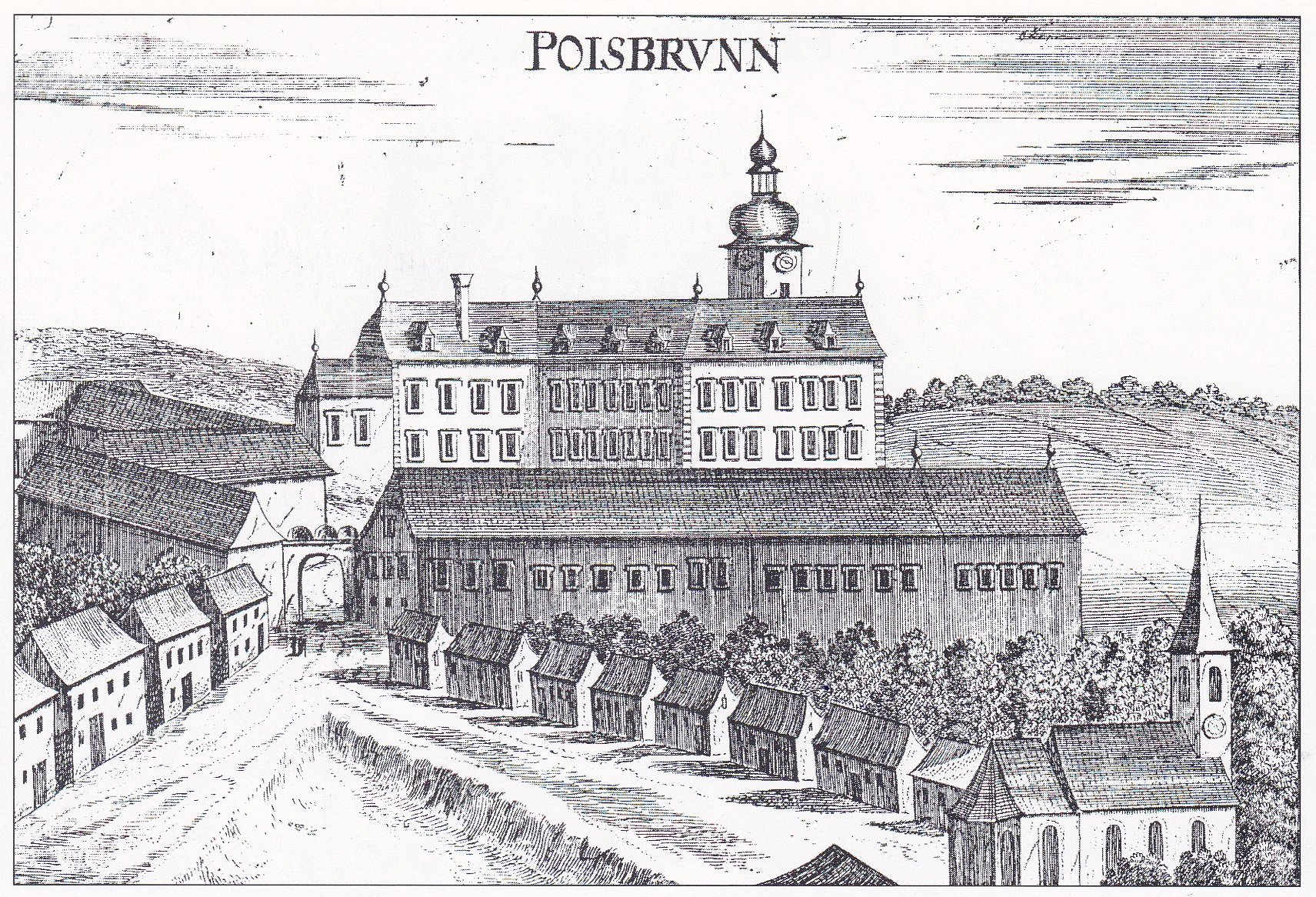
Schloss Poysbrunn um 1672, Kupferstich von Georg Matthäus Vischer

## Lage
Der Stadtteil Poysdorfs liegt in einem engen Tal der Falkensteiner Berge. Im Süden des Ortes erreicht der Kirchberg 293 m, die im Norden gelegenen Hügel steigen bis auf 248 m Höhe an. Durch den Ort fließt der aus Falkenstein kommende Mühlbach. Poysbrunn hat eine Gesamtfläche von insgesamt 15,27 km² und ist damit eine der größten Katastralgemeinden in der Stadtgemeinde Poysdorf.

## Geschichte
Der Ort hat eine sehr bewegte Geschichte. Diese wurde auch in einem mehr als 1000 Seiten umfassenden Werk des Prälaten Franz Stubenvoll beschrieben, worin er die „Geschichte des Dorfes, seiner Herrschaft und seiner Pfarre“ wissenschaftlich dokumentierte.
Schloss Poysbrunn wie auch die Herrschaft Falkenstein gehörten lange Zeit dem Geschlecht der Grafen und Fürsten von Trautson.
Laut Adressbuch von Österreich waren im Jahr 1938 in der Ortsgemeinde Poysbrunn ein Bäcker, zwei Binder, ein Fleischer, zwei Friseure, ein Gastwirt, drei Gemischtwarenhändler, eine Hebamme, ein Schlosser, drei Schmiede, zwei Schneider und zwei Schneiderinnen, drei Schuster, ein Trafikant, zwei Tischler, ein Wagner, ein Wasenmeister, zwei Weinsensale und einige Landwirte ansässig.

## Wirtschaft
Die infrastrukturellen Einrichtungen im Ort sind neben einem Kaufhaus, ein Gasthaus, ein Kindergarten, zwei Heurigenbetriebe, eine Sport-Mehrzweckhalle mit Kantine, ein Postamt und einige Wirtschafts- und Weinbaubetriebe.

## Öffentliche Einrichtungen
In Poysbrunn befindet sich ein Kindergarten.

## Vereine
Im Ort sind hier etwa 15 verschiedene Vereine oder Institutionen in den unterschiedlichsten Bereichen tätig.

## Persönlichkeiten
- Ferdinand Rauscher (1801–1885), Reichstagsmitglied
- Maximilian von Vrints zu Falkenstein (1802–1896), Gesandter, Mitglied des Herrenhauses
- Franz Hadriga (Pädagoge) (1916–2006), Pädagoge, Sohn von Franz Hadriga
- Franz Hadriga (1891–1959), Bürgermeister, Politiker (ÖVP), Mitglied des Bundesrates
- Franz Stubenvoll (1915–1992), Prälat

## Ausflugsziele
Seit 2008 findet in den Sommermonaten der Märchensommer Niederösterreich im Schloss Poysbrunn statt.